# Лимоссо
Лимо́ссо — город на Кипре, основанный римлянами в начале нашей эры. Это был порт, предназначавшийся для использования в качестве одной из остановок кораблей из Египта. Как и весь остров, принадлежал Византии до захвата Исааком в 1184 году.
Лимоссо — первый город на Кипре, который покорил Ричард I Львиное Сердце во время третьего крестового похода. В 1191 году во время восстания против тамплиеров был захвачен бунтовавшими. Через 8 дней тамплиерам удалось отбить город. По приказу великого магистра ордена город был сожжен. В итоге тамплиеры так и не смогли подавить восстание, и продали остров обратно Ричарду, который перепродал его в 1192 году Ги де Лузиньяну. Впоследствии венецианцы, которым остров завещала Катерина Корнаро, пытались его восстановить, но из-за нехватки средств строительство было решено отменить. В настоящее время является частью Лимасола.

## Культурное наследие
Лимасольский замок, расположенный в центре Лимоссо, сейчас является музеем.